# Tomasz Woodstock
Tomasz Woodstock (ur. 7 stycznia 1355 w Oxfordshire, zm. 8 lub 9 września 1397 w Calais) – angielski 1. książę Gloucester, 1. hrabia Buckingham i 1. hrabia Essex.

## Życiorys
Tomasz Woodstock urodził się 7 stycznia 1355 roku w Pałacu Woodstocku w Oxfordshire. W 1376 roku ożenił się z Eleanor de Bohun i odziedziczył tytuł hrabiego Essex. W 1377 w wieku 22 lat został mianowany hrabią Buckinghamu. W 1385 roku otrzymał tytuł księcia Aumale i w tym samym czasie tytuł księcia Gloucester. Był liderem grupy wpływowych arystokratów Lords, za co był więziony w Calais, gdzie oczekiwał na proces za zdradę. Został zamordowany, prawdopodobnie przez grupę mężczyzn Thomasa de Mowbray 1. księcia Norfolka i Nicholasa Colfox.

## Potomstwo
W 1376 roku poślubił Eleanor de Bohun miał z nią pięcioro dzieci.
- Humphrey, 2. hrabia Buckingham (ok. 1381-2 września 1399)
- Anne Gloucester (30 kwietnia 1383-16 października 1438)
- Joan (1384-16 sierpnia 1400) poślubiła Gilberta Talbota. Zmarła przy porodzie
- Isabel (12 marca 1385/1386-kwiecień 1402)
- Philippe (ok. 1388), zmarł młodo[1].